# Friderik II. Celjski
Friderik II. Celjski, celjski knez, celjski grof, zagorski grof, slavonski ban in krapinski baron, * 17. januar 1379; † 13. ali 20. junij 1454, grad Žovnek.

## Otroštvo in rodbinske vezi
Friderik II. se je kot najstarejši sin rodil na celjskem dvoru grofu Hermanu II. in grofici Ani Schaunberški. Njegov oče je z vojnami in diplomacijo vztrajno širil in utrjeval vpliv Celjskih grofov. Že leta 1388 je Herman za svojega prvorojenca uredil zelo pomembno zaroko z Elizabeto Frankopansko, ki je izhajala iz Frankopanov, ene najvplivnejših in najbogatejših hrvaških grofovskih družin. Vloga Celjskih na področju stare Hrvaške in stare Slavonije se je pričela krepiti potem, ko je Herman II. vzpostavil odlične odnose z ogrskim vladarjem Sigismundom Luksemburškim. Celjani so zase že leta 1399 pridobili Zagorsko grofijo in že tega leta je Herman II. dosegel, da je Sigismund za zagorsko grofijo določil dedni red, kjer naj bi pri dedovanju najprej prišel v poštev Herman III., nato Ludvik in nazadnje Friderik – v tem dednem redu verjetno ne gre za zapostavljanje najstarejšega sina Friderika, ampak za sredstvo, s katerim je hotel oče omogočiti politično kariero tudi mlajšim sinovom. S povečano dejavnostjo Celjskih na področju Slavonije je vez s Frankopani postajala vse pomembnejša, saj je že v zaroki med Elizabeto in Friderikom zaročenkin oče Stjepan Frankopanski za doto določil tudi Steničnjak z okolico. Ta grad v bližini Karlovca je bil strateškega pomena – če bi ga v svoje roke dobili Celjski, bi Frankopanom zapirali dostop do Slavonije. Zaročenkina mati Katarina je po smrti moža Stjepana posredovala pri Ivanu Frankopanu, ki je dolgo časa nasprotoval velikanski doti. Dosegla je, da je popustil in privolil v doto, ki med drugim vključevala balo 20.000 goldinarjev, Steničnjak, polovico Senja, polovico Krka, Trsat, Bribir, Bakar. Leta 1405 ali 1406 je sledila tudi poroka, ki je bila verjetno nekje na Kranjskem.
S poroko s frankopansko plemkinjo se ni le okrepila posest Celjskih na Hrvaškem in v Slavoniji, ampak je grof Herman svojemu sinu v upravo prepustil tudi več slavonskih in hrvaških (Steničnjak, Samobor) ter kranjskih posesti (Mehovo, Krško, Kostanjevica, Novo mesto), da bi sin lahko samostojno vladal, pri čemer je Friderikov dvor postal Krško. Elizabeta je Frideriku rodila dva otroka – Ulrika in Friderika III., pri čemer je slednji umrl že kot otrok. Odnos med zakoncema se je nato pričel krhati, tako da sta zadnjih osem let pred Elizabetino smrtjo (to je od leta 1415 dalje) bivala ločeno. Leta 1415 se je Friderik II. v navezi s kraljem Sigismundom polastil ženinega gradu Steničnjaka. Z Elizabetino doto, ki je vključevala tudi ozemlje okrog Steničnjaka (danes na osrednjem Hrvaškem), se je Frankopanom namreč zapiral dostop v Slavonijo.  Sicer je 20. marca 1415 na koncilu v Konstanci avstrijski vojvoda Friderik IV. Habsburški priredil viteški turnir, da bi prikril pobeg protipapeža Janeza XXIII. iz mesta; na turnirju se je Habsburžan spopadel s Friderikom II. Celjskim, ki je v dvoboju zmagal in si tako prislužil dragoceno nagrado.

## Nepojasnjena smrt Elizabete Frankopanske
Leta 1422 je Elizabeta Frankopanska nenadoma umrla prav v noči, ki sta jo v Hermanovem poskusu pomiritve zakonca prebila skupaj v Krapini. Zlasti po Slavoniji in na Hrvaškem so se razširile govorice, da je Elizabeto umoril kar sam Friderik. Po ljudski govorici naj bi do umora prišlo zaradi tega, da bi Friderik za ženo lahko vzel Veroniko Deseniško.
Iz današnjih analiz je razvidno, da so Friderika kot morilca prikazovali tisti pisci, ki so bili tako ali drugače nastrojeni proti politiki Celjskih (npr. Piccolomini), zato objektivno raziskovanje tega dogodka ne sme izključiti njihove pristranskosti. Na podlagi nekritične presoje virov je hrvaški zgodovinar Veljko Klaić predvideval, da se je Friderik po umoru izognil kazni, ker se je ogrski kralj Sigismund tedaj ukvarjal s husitsko vojno, v Slavoniji tedaj ni bilo bana, Friderika pa sta ščitila njegova sorodnika, ogrska kraljica Barbara Celjska (Friderikova sestra) in palatin Nikola Gorjanski (sestrin mož). Šele kasneje je hrvaška zgodovinarka Nada Klaić ponovno preučevala dogajanje okrog Elizabetine smrti in prišla do zaključka, da kljub nesporazumom med njima Friderik Elizabete zelo verjetno sploh ni umoril oziroma mu umora ni bilo mogoče dokazati. Klaićeva je svoje stališče uspela dobro argumentirati:
- Dejstvo je, da si je Friderik po domnevnem umoru Elizabete z očetom delil bansko oblast v Slavoniji.[14] Vsaj nominalno sta bila v letih 1423–1435 Herman II. in (občasno tudi) Friderik vladarja v Slavoniji, kjer sta oba nosila bansko čast.[15] Tako se je že v letu 1424 poleg očeta Hermana II. v banski vlogi pojavil tudi Friderik in taka prepustitev banskih poslov bi bila ob vpletenosti v domnevni umor Elizabete Frankopanske verjetno nemogoča, ker bi Friderikovemu banovanju nasprotoval ogrski kralj Sigismund.[13]
- Frankopani pri podpihovanju govoric niso bili nepristranski, ampak so si od njih obetali materialne koristi; govorice o umoru so jim prišle prav, ker so na tej podlagi lahko opravičevali poskuse prisvajanja Elizabetine dote.[16] Zaradi govoric oslabljeni Friderik je že 7. januarja 1424 ponudil Beneški republiki odkup posestev, ki jih je bil dobil kot nadomestilo za ženino doto, a je republika ponudbo zavrnila in so jih zasedli Elizabetini sorodniki.[5] Na to, da so te govorice zelo verjetno neutemeljene, kažeta dva povezana dogodka. Leta 1424 je v Budimu Ivan Frankopanski Friderika obdolžil posteljnega umora in ga pozval na dvoboj, kralj Sigismund pa je dvoboj prepovedal, za razsodnika določil danskega kralja Erika VIII., ki se je ravno tedaj mudil v Budimu, vendar o razpletu ne vemo ničesar – očitno pa je bil ta za Friderika ugoden.[16] Do ženine smrti je Friderik užival dohodke polovice otoka Krka, dohodke Trsata, Bakarja in Bribirja, a jih je nato zaradi vpliva afere izgubil v korist Frankopanov.[17] Leta 1435 je prišlo do vračanja te odvzete dote – Friderikovemu sinu Ulriku II. so predali odvzeta materina posestva.[16] Friderik II. se pred interesi Frankopanov po letu 1424 ni mogel braniti, ker je zaradi poroke z Veroniko Deseniško med visokim plemstvom na Ogrskem padel v nemilost, in ker ga je oče zaradi tega med letoma 1425 in 1426 držal v zaporu.

## Afera z Veroniko Deseniško
Še pred smrtjo Elizabete se je Friderik zapletel v romanco z Veroniko Deseniško, zato so se (verjetno šele po poroki z Veroniko) pojavile nepreverjene ljudske govorice, da je Friderik ženo umoril in sicer zato, da bi se lahko poročil s svojo novo izbranko. Poroka z Veroniko Deseniško je bila sporna, ker je bila nižjega plemiškega rodu. Herman II. ji je oporekal, kralj Sigismund pa jo je odsvetoval. Prav v povezavi z njo so se razvila velika nasprotja med Hermanom in njegovim sinom. Poleg tega je še podžgala govorice, da je Friderik Elizabeto umoril.
Friderik in Veronika sta po poroki v letu 1424 ali 1425 živela na gradu Fridrihštajn nad Kočevjem. Herman II. je bil zaradi vseh teh dogodkov jezen, ker je bila čast celjske dinastije s Friderikovimi dejanji omadeževana, in ker je imel s Friderikom druge načrte. Zaradi pritiskov očeta in ogrskega kralja je Friderik zaprosil Benetke za zatočišče, češ da ogrski kralj na očetovo zahtevo grozi njegovemu in ženinemu življenju. Beneški senat je o tem razpravljal 25. junija 1425, a prošnji ni ustregel. Po tem udarcu je ogrski vladar Sigismund Friderika uspel zvabiti na svoj dvor, kjer pa ga je ukazal prijeti in ga nato izročil jeznemu Hermanu II. Herman je Friderika leta 1425 zaprl v stolp na gradu Ojstrica, in da bi zabrisal sled družinske sramote, je porušil je tudi grad Fridrihštajn, kjer sta Friderik in Veronika živela. Med tem, ko je bil Friderik II. že v ujetništvu pri svojem očetu,  so Hermanovi ljudje iskali Veroniko, ki se je nekaj časa v veliki stiski in bedi skrivala v divjini, nekaj časa pa preživela skrita na gradu Vurberk pri Frideriku IX. Ptujskem. Ko so jo ujeli in privedli v Celje, jo je Herman II. obtožil, da ga je hotela zastrupiti, in da je s čarovništvom obnorela njegovega sina, da jo je poročil. Veronika je imela dobrega zagovornika, zato jo je sodišče na političnem procesu oprostilo krivde, kljub temu pa jo je dal Herman II. zapreti v grad Ojstrico, kjer so jo 17. oktobra 1425 (ali 1427 ali 1428) umorili z utopitvijo v kadi.

## Med svobodo in nasprotovanjem očetu
Friderik ni bil dolgo v zaporu, saj  je leta 1426 umrl njegov edini še živeči brat Herman III. Friderik je bil odtlej edini možni prestolonaslednik, zato ga je Herman dal osvoboditi.  Po osvoboditvi sta ga Herman in Sigismund skušala rehabilitirati, toda Herman oblasti kljub temu ni več hotel deliti s sinom, prav tako mu tudi ni vrnil vseh posesti in ga je obenem držal proč od Slavonije. Friderik je na prostosti dve leti bival v Radovljici, nato je romal v Rim, na poti nazaj ga je zajel furlanski vojvoda, a je Friderikov sorodnik Henrik Goriški zanj izplačal odkupnino. Čeprav so se odnosi med Hermanom in Friderikom za silo zgladili, je bilo med njima poslej čutiti rivalstvo. Friderik je leta 1429 od ogrskega kralja Sigismunda uspel izsiliti imenovanje za grofa Zagorskega, a mu je Herman morda oporekal. To bil lahko bil razlog za Friderikov upor očetu leta 1435, ko je s svojim sinom Ulrikom II. proti Hermanu posredoval za svoje koristi pri kralju Sigismundu, ki je bil v teh zdrahah razpet med Friderikom in Hermanom. To dogajanje je prekinila Hermanova smrt.

## Pridobitev knežje časti in umik v ozadje
Po smrti Hermana II. sta bila 30. novembra 1436 Friderik II. in njegov sin Ulrik II. povišana v kneza. Celjski so s tem napredovanjem dobili pravico do ograjnega sodišča ter rudarski in novčni regal. Kneza sta bila med seboj v dobrih odnosih in sta si oblast delila tudi v Slavoniji, kar kaže med drugim to, da je v Ulrikovi odsotnosti banske posle opravljal Friderik. Friderik II. je v času knežje oblasti največ bival v Krapini in na prvotnem družinskem gradu Žovnek, občasno pa tudi v Gradcu, kadar je opravljal banske posle pa še v Križevih in v Zagrebu.
V nasprotju s svojim delovanjem do leta 1435 je Friderik dejavno politiko v obdobju od 1435 do svoje smrti v letu 1454 večinoma prepuščal sinu Ulriku. Posvečal se je predvsem ustanavljanju samostanov (ustanovil je Novi klošter na Polzeli in Einzersdorf v Avstriji  in upravljanju posesti Celjskih. Le izjemoma je posegel v dejavno politiki, predvsem v času med 1436 in 1443, ko se je med Celjskimi in Habsburžani razplamtela huda vojna. Vzpon celjske kneževine je ogrozil enotnost habsburških posesti na Kranjskem, Koroškem in Štajerskem, zato so nesoglasja že leta 1436 prerasla v oborožene spopade, iz katerih se je razvila večletna vojna. Po mnenju starejših zgodovinarjev so zmago slavili Celjski, novejše interpretacije pa so razkrile, da so Celjski kljub zmagovitim bojem pod vodstvom vojskovodje Jana Vitovca morali popustiti, ker je bil Habsburžan Friderik III. že kronan za kralja. Leta 1443 je bila podpisana vzajemna dedna pogodba v primeru izumrtja dinastij, Celjski so Habsburžane priznali za deželne kneze na Štajerskem, od Habsburžanov dobili potrditev knežjega naslova, a brez deželnoknežjih pravic. V letih 1440–1441 je Friderik II. posegel v politične spletke svojega sina na Ogrskem, kjer se je še vedno bil boj za dediščino umrlega Sigismunda. Leta 1450 je ostareli knez še enkrat romal v Rim, 11. aprila 1451 pa je izdal listino, s katero je Celju podelil mestne privilegije.  Umrl je na Žovneku 13. ali 20. (morda celo 9.) julija 1454, pokopan pa je bil v Minoritski cerkvi v Celju.